# Dravite
La dravite est un minéral de la famille des cyclosilicates, qui appartient au groupe de la tourmaline. Il a été découvert en 1883 en Slovénie et nommé ainsi pour avoir été trouvé en abondance près de la rivière Drava (Autriche et Slovénie).
Il existe des synonymes rarement utilisés : coronite, gouverneurite ou tourmaline-magnésique.

## Caractéristiques chimiques
C'est un cyclosilicate hydroxylé de sodium, magnésium, aluminium, et un borosilicate, étant l'équivalent hydroxylate de la fluor-dravite, un autre minéral du groupe de la tourmaline.
Elle forme deux séries de solution solide, une d'entre elles avec l'elbaïte (Na(Al1.5Li1.5)Al6(BO3)3Si6O18(OH)4), dans laquelle la substitution graduelle du magnésium par le lithium donne les différents minéraux de la série. Une seconde série est celle qui se forme avec le schorl (Na(Fe2+)3Al6(BO3)3Si6O18(OH)4), dans laquelle le magnésium est remplacé par le fer. Des séries avec l'uvite et avec la buergerite ont également été décrites.
En plus des éléments de sa formule, elle peut comporter comme impuretés : fer, manganèse, titane, calcium, chrome, vanadium, potassium et fluor.

## Formation et gisements
C'est un minéral que l'on retrouve dans les roches calcaires cristallines ou les dolomies métamorphosées par du magnésium, ou dans les roches ignées mafiques ; en de rares occasions on le trouve dans des pegmatites ou à l'intérieur de roches sédimentaires autogéniques.
Elle est souvent associée à d'autres minéraux tels que le quartz, la calcite, la dolomite, l'épidote, le microcline, l'albite, la muscovite, la fluorite ou la titanite.
En Catalogne, elle a été décrite au Cap de Creus (Cadaqués), dans un contexte de métamorphisme.

## Utilisations
En raison de ses propriétés piézoélectriques, elle est utilisée pour la fabrication de capteurs de pression.